# Китаб-и-Иган
Китаб-и-Иган ( перс. كتاب ايقان‎    , араб. كتاب الإيقان‎    «Книга несомненности») - вторая по значимости книга Бахауллы после Китаб-и-Агдас, книги Его Законов. Посвящена толкованию Библии и Корана в отношении содержащихся в них пророчеств о грядущем Богоявлении. Один ученый-бахаи утверждает, что Китаб-и-Иган можно рассматривать как «самый влиятельный комментарий Корана на персидском языке за пределами мусульманского мира» благодаря его международной аудитории.

## Написание
Эта работа была написана частично на персидском и частично на арабском языке Бахауллой, основателем Веры Бахаи, в 1861 году. В это время Он жил в изгнании в Багдаде, провинции Османской империи. По словам самого Бахауллы, Он получил откровение десятью годами ранее в тюрьме Сиях-Чаль (чье название переводится как "черная яма") в Тегеране, но на момент написания Китаб-и-Иган Он еще открыто не объявлял о своей миссии. Поэтому ссылки на Его собственное положение в книге появляются только в скрытой форме.  Кристофер Бак, автор крупного исследования Китаб-и-Игана, назвал темой книги «мессианскую тайну», что сопоставимо с той же темой в Евангелии от Марка.
Китаб-и-Иган представляет собой основную богословскую работу Бахауллы и, следовательно, Веры Бахаи. Об этой книге иногда говорится как о завершении персидского Байана, основной работы предвестника Бахауллы Баба.  Когда Китаб-и-Иган был литографирован в Бомбее в 1882 году, он стал первой опубликованной работой священного писания бахаи.  Впервые он был переведен на английский язык в 1904 году в качестве одной из первых работ Бахауллы, которая появилась на английском языке. Шоги Эффенди, который перевел Китаб-и-Иган на английский в 1931 году следующим образом описывал его:
Эта модель персидской прозы, одновременно оригинальной, целомудренной, энергичной и невероятно ясной, убедительной в аргументах и бесподобной в своем неотразимом красноречии... Эта книга, в общих чертах излагающая Великий искупительный План Бога, занимает непревзойденное положение во всем диапазоне литературы бахаи, за исключением Китаб-и-Агдас, Наисвятой Книги Бахауллы.

### История появления Китаб-и-Иган
Дядя Баба Хаджи Мирза Сиййид Мухаммад был озадачен, узнав, что Обещанный Ислама был его собственным племянником.  Когда ему сказали, что это то же самое возражение, озвученное дядей пророка самого Ислама, он был потрясен и решил заняться этим вопросом. В 1861 году он отправился в Кербелу, Ирак, чтобы навестить своего брата Хаджи Мирзу Хасана-Али, а затем отправился в Багдад, чтобы встретиться с Бахауллой. Там он в письменной форме задал четыре вопроса о признаках появления Обещанного Бахаулле. 200 страниц (на языках оригинала) Китаб-и-Игана были написаны в ответ на его вопрос в течение не более чем двух дней и ночей около 15 января 1861 года.

## Содержание
Книга состоит из двух частей: первая часть посвящена основополагающему рассуждению о том, что божественное откровение является прогрессивным, а религии связаны друг с другом, причем каждая основная монотеистическая религия принимает предыдущие и, часто в завуалированных терминах, пророчествует о наступлении следующей.  Поскольку спрашивающий является мусульманином, Бахаулла использует стихи из Библии, чтобы показать, как христианин может истолковать свои священные тексты в аллегорических терминах, чтобы поверить в следующее Богоявление.  Таким образом, тот же метод толкования может быть использован для мусульманина, чтобы увидеть обоснованность утверждений Баба. Вторая и большая часть книги представляет собой предметное рассмотрение различных тем и посвящена конкретным, как теологическим, так и логическим доказательствам миссии Баба. Одна из самых известных частей этой части известна как «Скрижаль истинного искателя».
Шоги Эффенди предложил следующее описание содержания книги:
В пределах двухсот страниц Он недвусмысленно провозглашает существование и единство Бога, непостижимого, недоступного, источника всего Откровения, вечного, всезнающего, вездесущего и всемогущего; утверждает относительность религиозной истины и преемственность Божественного Откровения; подтверждает единство Пророков, универсальность их Послания, идентичность их основных учений, святость их Священных Писаний и двойственный характер их положения; осуждает слепоту и извращенность священников и ученых всех времен; цитирует и разъясняет аллегорические отрывки из Нового Завета, таинственные стихи Корана и загадочные мусульманские традиции, которые породили те вековые недоразумения, сомнения и враждебность, которые разъединили и разлучили последователей ведущих религиозных систем мира; перечисляет основные предпосылки для достижения каждым истинным искателем предмета своего поиска; демонстрирует действительность, возвышенность и значимость Откровения Баба; приветствует героизм и отрешенность Его учеников; предвещает и пророчествует о всемирном триумфе Откровения, обещанного народу Баяна; поддерживает чистоту и невинность Девы Марии; прославляет имамов веры Мухаммеда; прославляет мученичество и... духовную независимость имама Хусейна; раскрывает значение таких символических терминов, как «Возвращение», «Воскресение», «Печать Пророков» и «Судный день»; обобщает и различает три стадии Божественного Откровения; и в ярких выражениях излагает славу и чудеса «Города Божьего», обновляемого через определенные промежутки времени благодаря законоцарствию Промысла ради руководства, благополучия и спасения всего человечества. Можно с уверенностью сказать, что из всех книг, явленных Автором Откровения бахаи, одна только эта книга, уничтожая вековые барьеры, столь непреодолимо разъединяющие великие мировые религии, заложила широкое и нерушимое основание для полного и прочного примирения их последователей.»

## Заметки
1. ↑  Christopher Buck, Beyond the ‘Seal of the Prophets’: Baha’ullah’s Book of Certitude (Ketab-e Iqan). Архивировано 9 октября 2011 года. Religious Texts in Iranian Languages. Edited by Clause Pedersen & Fereydun Vahman. København (Copenhagen): Det Kongelige Danske Videnskabernes Selskab, 2007. pp. 369–378.
2. ↑  КИТАБ-И-ИГАН. chupin.ru. Дата обращения: 26 марта 2019. Архивировано 5 января 2019 года.
3. 1 2  Buck, 1995
4. ↑  Бахаулла, Книга Игана, пер. Али Кули Хан, при поддержке Говарда МакНатта (Нью-Йорк: Джордж В. Блэкберн, Ко, 1904)
5. ↑  Effendi, 1944
6. ↑  Вопросы Хаджи Мирзы Сиййда Мухаммада и письмо, которое он написал своему сыну из Багдада 17 января 1861 года (в котором содержится состав книги), опубликованы в «Аханг Раббани» «Обращение великого дяди Баба " Мировой порядок", вып. 30, нет 3 (Весна, 1999), с. 19-38.
7. ↑  Buck, 1995, pp. 7–12
8. ↑  Effendi, 1944, p. 139

## Рекомендации
- Bahá'u'lláh. Kitáb-i-Íqán: The Book of Certitude (неопр.). — Wilmette, Illinois, USA: Bahá'í Publishing Trust, 1862. — ISBN 1-931847-08-8.
- Buck. Symbol & Secret: Qur'án Commentary in Bahá'u'lláh's Kitáb-i-Iqán (неопр.). — Los Angeles, USA: Kalimát Press, 1995. — ISBN 0-933770-80-4.
- Effendi. God Passes By (неопр.). — Wilmette, Illinois, USA: Bahá'í Publishing Trust, 1944. — ISBN 0-87743-020-9.
- Бахаулла, Китаб-и-Иган Архивная копия от 5 января 2019 на Wayback Machine - Единение, Санкт-Петербург: Китаб-и-Иган. (Книга Несомненности). © Духовное Собрание Бахаи России.
- Dunbar, Hooper C. (1998). Пособие к изучению Китаб-и-Иган . Оксфорд, Великобритания: Джордж Рональд. ISBN 0-85398-430-1 .
- Нагди, Фазель (2012). Руководстве по Китаб-и-Игаану: путешествие по Книге несомненности, CreateSpace Независимая издательская платформа. ISBN 9781466311008 .
- Хэтчер, JS (1997). Океан его слов: путеводитель по искусству Бахауллы . Уилметт, Иллинойс, США: издательский трест бахаи. ISBN 0-87743-259-7 .
- Сайеди, Надер (2000). «Глава 4: Китаб-и-Иган: контекст и порядок; глава 5: Китаб-и-Иган: богословие революционизировано» Логос и Цивилизация - Дух, История и Порядок в Писаниях Бахауллы  , США: Университетская пресса Мэриленда и Ассоциация изучения бахаи. стр.   113-174. ISBN 1883053609 .
- Тахерзаде, Адиб (1976). Откровение Бахауллы, том 1: Багдад 1853-63  , Оксфорд, Великобритания: Джордж Рональд. ISBN 0-85398-270-8 .

## Внешняя ссылка
- Сборник о Китаб-и- Архивная копия от 11 мая 2009 на Wayback MachineИган  Архивная копия от 11 мая 2009 на Wayback Machine